# لويز واتسون
لويز واتسون (بالإنجليزية: Louise Watson)‏ هي ممثلة أمريكية، (و. 1919 – 2018 م).

## وصلات خارجية
- لويز واتسون على موقع IMDb (الإنجليزية)